# Ośliczkowate
Ośliczkowate (Asellidae) – rodzina słodkowodnych skorupiaków z rzędu równonogów.

## Występowanie
Występują w Europie, Ameryce Północnej, Ameryce Południowej, Azji i w Afryce, choć najwięcej obserwacji gatunków sklasyfikowanych w tej rodzinie dokonano w Europie i Ameryce Północnej. Niektóre gatunki są nadziemne lub podziemne.

## Rodzaje
W rodzinie sklasyfikowane są następujące rodzaje:
- Asellus Geoffroy, 1762
- Baicalasellus Stammer, 1932
- Bragasellus Henry & Magniez, 1968
- Caecidotea Packard, 1871
- Calasellus Bowman, 1981
- Chthonasellus Argano & Messana, 1991
- Columbasellus Lewis, Martin & Wetzer, 2003
- Gallasellus Henry & Magniez, 1977
- Lirceolus Bowman & Longley, 1976
- Lirceus Rafinesque, 1820
- Nipponasellus Matsumoto, 1962
- Phreatoasellus Matsumoto, 1962
- Proasellus Dudich, 1925
- Remasellus Bowman & Sket, 1985
- Salmasellus Bowman, 1975
- Sibirasellus Henry & Magniez, 1993
- Stygasellus Chappuis, 1943
- Synasellus Braga, 1944
- Uenasellus Matsumoto, 1962